# 孟班
孟班（？-？），字蘭臺，山東沂州人，清朝翰林。

## 生平
孟班自幼就聰明異常。他十幾歲的時候，家道中落，父親孟濟世生病，只好打柴養家。有閒暇即借書來讀，日以繼夜，通宵不倦。弱冠之年中秀才，康熙三十五年（1696年）中丙子科舉人，康熙五十一年（1712年，壬辰），中進士，授庶吉士。後來归鄉，以教書授徒終老。有詩文四卷。